# Dioctria bicincta
Dioctria bicincta là một loài ruồi trong họ Asilidae. Dioctria bicincta được Meigen miêu tả năm 1820.